# Вікно
Вікно́ (від прасл. *okъno, пов'язаного з *oko) — конструкція, що заповнює спеціально створюваний проріз у зовнішній стіні будинку і призначена для освітлення, інсоляції та провітрювання приміщення. Вікна є головною (до 51 %) причиною тепловтрат у будівлях. Вони забезпечують надходження в приміщення світла і повітря, зв'язують внутрішній простір будівлі з навколишнім світом.

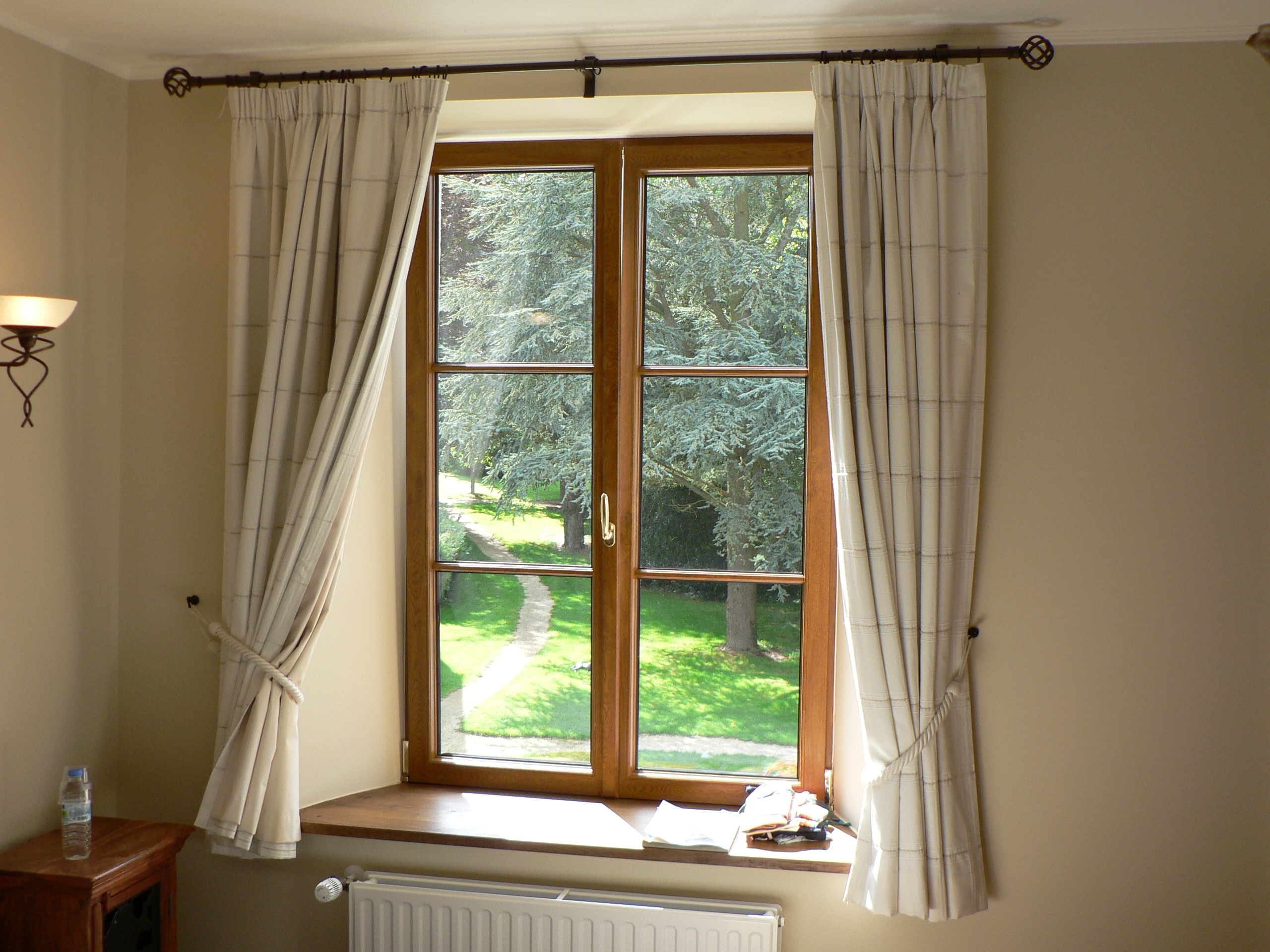
Вікно

До вікон і світлових ліхтарів висувають вимоги забезпечення належної освітленості і вентиляції приміщень. Як огороджуючі конструкції вікна повинні задовільняти теплотехнічні і звукоізоляційні вимоги. Розміри віконних прорізів і їхня кількість визначаються необхідною освітленістю приміщень. У промислових будинках кількість віконних прорізів і їхні розміри залежать від ширини будинку і визначаються необхідною освітленістю в середніх прольотах. Розміри віконних прорізів за шириною бувають 200, 300, 400 і 600 см, за висотою — 240, 360, 480 і 600 см, а відстань від підлоги до низу віконного прорізу повинна бути 80 — 100 см. Віконні рами виготовляють з дерева, металу, залізобетону, пластмас.

## Історичні відомості

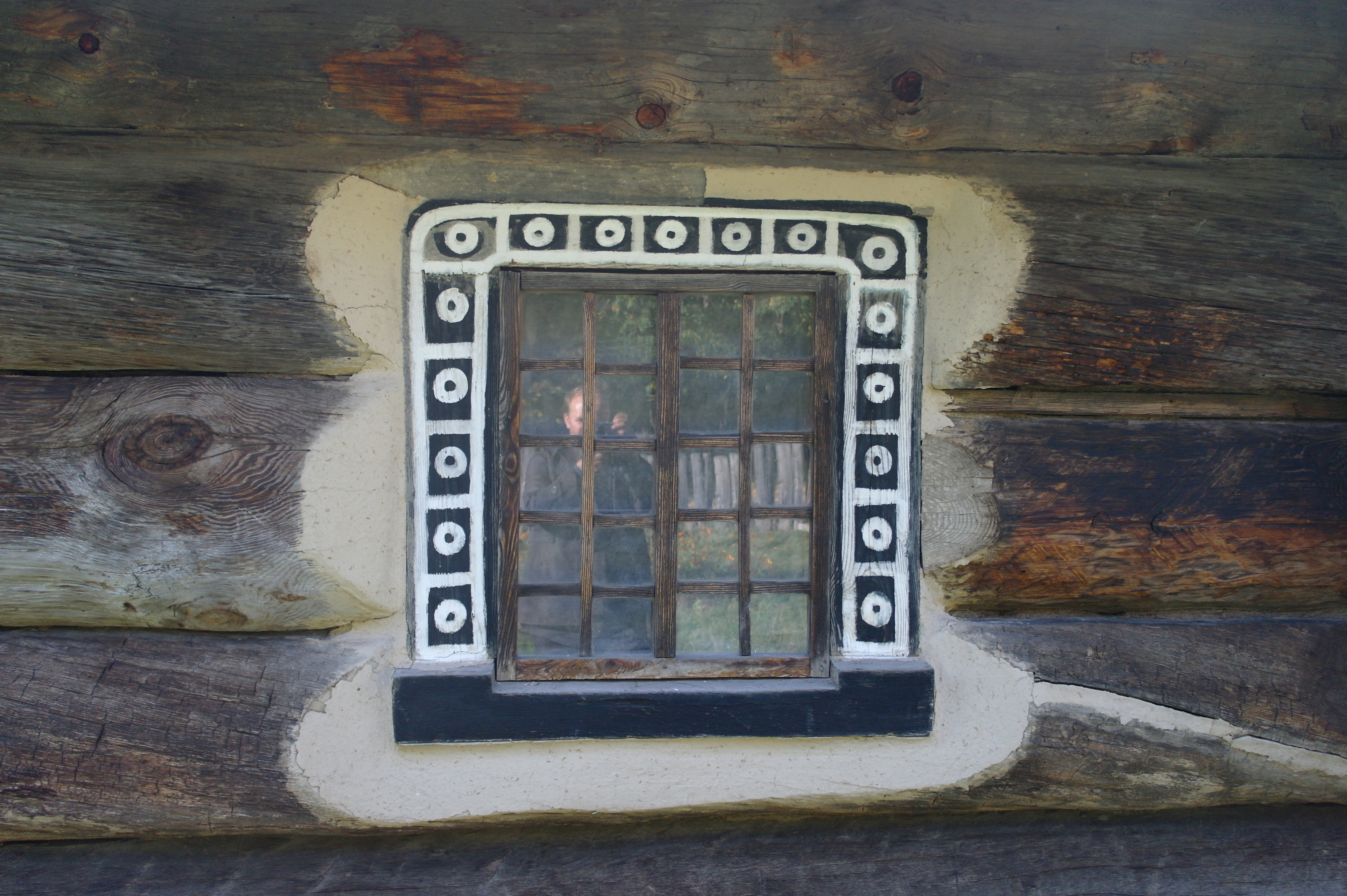
Вікно в стіні рубленої хати. Музей у Пирогові.

На ранньому етапі розвитку цивілізації вікон як таких не було. Давні помешкання усіх регіонів вікон не мали. Аж до Середньовіччя отворами в стінах були просто прорізи, які прикривали шкурами тварин чи тканиною. Для цієї мети використовували також волячий міхур, плівку, зняту з живота тварини, яка пропускала світло всередину житла.
У Стародавньому Римі використовували вікна без скла. Причому їхня форма була прямокутною, однак усередині вікна створювали спеціальні прикраси, у тому числі з каменю. Перші скляні вікна з'явилися в епоху Римської імперії, але дозволити собі таку розкіш могли лише дуже заможні громадяни.
На Русі в XI—XIII століттях склодуви освоїли техніку виготовлення товстостінних круглих вікон діаметром 20-30 см, для чого розплав скла виливали на металеву плиту. Також люди використовували слюдяні вікна, складені з оброблених шматочків слюди. Такі вікна пропускали більше світла порівняно з вікнами з каламутного товстого скла.
До середини XV століття в українських хатах вікон не існувало. Замість них у колодах будинку прорізали невеликі отвори — волокові вікна з засувкою. Їхнє призначення здебільшого мало вентиляційний, а не освітлювальний характер, тому що в той час хати будували без комина (курні хати), дим виходив прямо у невелику кімнату. Замість того, аби випускати тепло через двері, висувались волокові вікна, які провітрювали приміщення і не впускали холод у хижу.

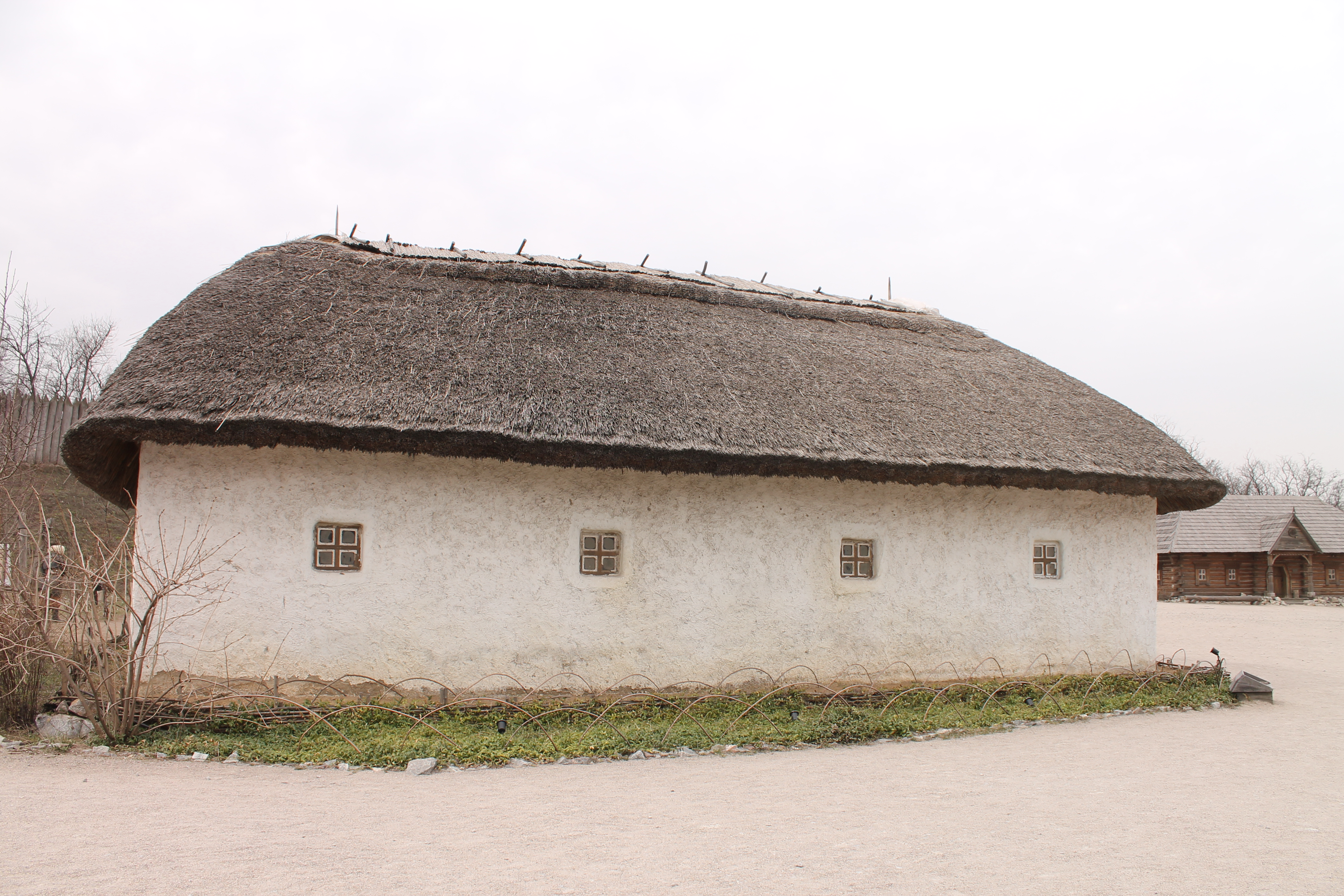
Вікна у козацькому курені. Комплекс «Запорозька Січ».

З появою класичної руської печі з димарем на початку XVI ст. волокові вікна виявились непотрібними і незручними, бо не пропускали багато світла. Через це маленькі десятисантиметрові отвори замінили вікна, які виготовлялись здебільшого з напівпрозорого волового міхура (плівки, знятої із сечового міхура або очеревини), смоляних пластин та слюди. Вже у XVII ст. вікна у хатах почали склити, але не всім цей матеріал був по кишені. Отто фон Гун, описуючи село в околицях Яготина, зазначав, що «вікна там кожний господар робить такої величини, яке має шкло, що його пощастило йому здобути». Вікна селян були з товстого зеленого скла, справжні шибки, згадувані з XVIII століття, траплялися тільки в панів.
Традиційна українська хата мала, як правило, не менше трьох вікон: у чільній стіні — двоє навпроти печі (перепічні) та третє навпроти столу (застільне, покутне). Робили й маленьке віконце у причілковій стіні (запічне).
Віконні пройми у старовину часто зачиняли віконницями — дерев'яними дверцятами, які могли складатися з одної або двох стулок.
В Україні найчастіше трапляються звичайні прямокутні вікна. Вони складаються зазвичай з кількох стекол (шибок), вставлених у раму, і обладнані кватиркою для провітрювання приміщення. Окремі шибки (або стулки) з'єднуються між собою брусками — середниками. Рама кріпиться у віконній проймі, бокові частини її розширяються назовні і називаються лутками (розм. косяки). Під рамою всередині приміщення розміщається широка дошка — підвіконня чи лутка, зовні — фартух для захисту стіни під вікном від вологи. Ззовні раму можуть оздоблювати наличниками.
У деяких країнах у період Нового часу існував податок на вікна.

## Види вікон
- Берлінське вікно — широке тристулкове вікно, зазвичай розміщене у внутрішньому кутку, слугує для освітлення приміщень, утворених перетином двох флігелів будинку.
- Брамантове вікно — вікно з півциркульним, арочним завершенням, включений в обрамлення прямокутного формату.
- «Воляче око» — вікно овальної форми, розміщене над дверним отвором.
- Відьмине вікно — похило розташоване щипцеве вікно.
- Віялове вікно — вікно, верхня частина якого складається з розміщених віялом секторів. Також прийшло з романської культури.
- Венеційське (паладійське) вікно — широке аркове вікно, поділене на три частини.
- Волокове вікно — маленьке прямокутне вікно, заввишки в діаметр колоди зрубу, завширшки до 3 метрів. Зсередини їх засували дерев'яними дощечками — во́локами, звідки і пішла назва.
- Дахове вікно — вікно, замонтоване в покриття даху.
- Красне вікно — вікно з рамою, обробленою наличниками. Назву «красне» вікно дістало не лише через те, що зазвичай ці вікна були оздоблені дерев'яною різьбою, а й через те, що через них проходило багато світла.
- Мезонінне вікно — вікно, розміщене над основним рядом вікон для кращого освітлення.
- Вікно другого світла — вікно в темному приміщенні, через яке падає світло з освітленого приміщення.
- Окутне вікно — кутове вікно.
- Панорамне вікно — широке вікно від підлоги до стелі, крізь яке відкривається найкращий вид у будинку. Зазвичай займає одну стіну.
- Троянда — велике кругле вікно над входом з ажурним переплетенням у вигляді променів, що радіально виходять із центру.
- «Риб'ячий міхур» — віконний отвір складної криволінійної форми (у пізній готиці).
- Сліпе вікно — ніша в стіні, що імітує віконний отвір[4].
- Люкарна (голубни́к) — вікно на схилі даху.
- Флорентійське вікно — вікно, що складається з декількох арок, об'єднаних однією великою аркою.

### Мультивікна
- Монофора — тип вікна з одним отвором, увінчаного аркою.
- Біфора (біфорій, біфоріум) — вікно, вертикально розділене колоною чи пілястром на два отвори з двома заокругленими чи гострими арками.
- Трифора — тип вікна, вертикально поділеного на три отвори.
- Квадрифора — тип вікна, розділеного вертикально на чотири отвори.
- Поліфора — мультивікно, розділене колонами чи пілястрами в кількість отворів більшу, ніж чотири, на кожну з яких спираються арки.
  - Пентафора — вікно з п'ятьма проймами.
  - Езафора — вікно з шістьма проймами.
  - Оттафора — вікно з вісьмома проймами.

## Сучасні вікна
Вікно — це елемент стінної або покрівельної конструкції, призначений для зв'язування внутрішнього простору в будівлі з навколишнім світом, природного освітлення приміщень, їхньої вентиляції, захисту від атмосферних і шумових дій. Складається з віконного отвору з відкосами, віконного блоку, системи ущільнення монтажних швів, підвіконної дошки, деталей збіжника й облицювань; віконний блок — світлопрозора конструкція, призначена для природного освітлення приміщення, його вентиляції і захисту від атмосферних і шумових дій.
У сучасних вікнах використовують переважно склопакети, рідше (коли не потрібна теплоізоляція) — одиничне скло.
Вікна розрізняються:
- за призначенням: для житлових, громадських, промислових будівель;
- за конструкціями: з окремими рамами, зі спареними рамами, зі склопакетами;
- за матеріалом: з дерева, металу (алюмінієві вікна, вікна з нержавіючої сталі), полівінілхлориду (ПВХ), склопластику (склокомпозиту), комбіновані дерев'яно-металеві, комбіновані дерев'яно-метало-пластикові.

Сучасні віконні рами мають спеціальні ущільнювачі, що дають змогу зробити мінімальними втрати тепла через щілини у вікнах, проте найефективніші вони в разі наявності в будинку системи припливної вентиляції. За відсутності подібних систем вікна бажано оснащувати системами провітрювання, які регулюють потік повітря.

## Конструкція та її характеристика
Віконні конструкції захищають житло від во́гкості, пилу, шуму, а також інших негативних чинників. Залежно від матеріалу, з якого виготовлена віконна конструкція, вікна мають різні характеристики за теплоізоляційними властивостями, шумоізоляцією, довговічністю, екологічністю та стійкістю до атмосферних впливів.
Сучасні вікна є досить складною конструкцією, що складається з таких елементів:
- віконний профіль (віконна коробка і стулка)
- внутрішнє заповнення (склопакет або ПВХ плита)
- фурнітура (елементи замикання, віконні ручки, декоративні накладки на петлі)

За способом відчинення вікна поділяють на:
- двосту́лкові, двопільні
- поворотно-ухильні
- нижньо- і верхньопідвісні
- середньопідвісні
- ухильні

## Замірювання вікна
Віконні отвори (прорізи) бувають трьох типів:
- проріз із зовнішньою чвертю
- проріз із внутрішньою чвертю
- проріз без чверті

Залежно від варіанта віконного отвору вимірюють правильні розміри вікна.
Для отвору без чверті:
- ширину віконного отвору визначають як відстань від одного вертикального відкосу вікна до іншого, мінус монтажний проміжок (він становить 15-20 мм з кожного боку залежно від кривини стін, відхилення від вертикалі). Вимірювання проводять ззовні вікна.

- висота віконного отвору — це відстань від верхнього відкосу до зовнішнього водовідливу, яку вимірюють з боку вулиці, мінус монтажний проміжок (якщо вікно комплектують підставним профілем, то мінус висота цього профілю).

- довжину підвіконня вимірюють по довжині старого підвіконня. Якщо підвіконня не встановлене, то за розміром від одного вертикального відкосу до іншого плюс від 50 до 100 мм на кожен бік.

- ширина підвіконня — це відстань від його внутрішнього краю до рами вікна. Зазвичай ширину підвіконня вимірюють з урахуванням вильоту від стіни на 30~70 мм, тобто підвіконня не повинне перекривати радіатор опалення.

- довжину відливу вимірюють як відстань між бічними відкосами вікна з боку вулиці плюс 60~80 мм.

- ширину відливу визначають від його зовнішнього краю до рами вікна. Відлив повинен виступати за зовнішню стіну на 30~50 мм.

Для отвору із зовнішньою та внутрішньою чвертю:
- ширину віконного отвору визначають як відстань від одного вертикального відкосу вікна до іншого, плюс монтажний проміжок на захід у чверть (він становить від 25 до 40 мм на кожен бік залежно від глибини внутрішньої чверті). Вимірювання проводять ззовні вікна.

- висота віконного отвору — це відстань від верхнього відкосу до зовнішнього водовідливу, яку вимірюють з боку вулиці, плюс захід у верхню чверть (якщо вікно комплектують підставними профілем, то відстань від відкосу до відливу і буде висотою вікна. Іноді під відливом є цементне стягування, його висота також впливає на розмір вікна).

- довжину підвіконня вимірюють по довжині старого підвіконня, якщо підвіконня не встановлене, то за розміром від одного вертикального відкосу до іншого плюс від 50 до 100 мм на сторону.

- ширина підвіконня — це відстань від його внутрішнього краю до рами вікна. Зазвичай підвіконня вимірюють з урахуванням вильоту від стіни на 30~70 мм, тобто підвіконня не повинне перекривати радіатор опалення.

- довжину відливу вимірюють як відстань між бічними відкосами вікна з боку вулиці, плюс 60~80 мм, в отворі із зовнішньою чвертю ширина вікна по суті і є довжиною водовідливу.

- ширину відливу визначають від його зовнішнього краю до рами вікна. Відлив повинен виступати за зовнішню стіну на 30~50 мм.

Окремо для внутрішньої чверті потрібно пам'ятати, що вікно потрібно робити меншим настільки, щоб після його встановлення внутрішні чверті не заважали відчиняти його.

## Декоративні вікна
З давніх часів вікна були декоративним елементом будівлі, не менш важливим, ніж його двері. Іноді (такий підхід трапляється і зараз, наприклад, в лазнях) у них використовували спеціальне кольорове або напівпрозоре скло з нанесеним на ньому малюнком.

Готичне вікно

Форма вікон також дуже різна. Для середньовічних храмів типові аркові вікна, для класичної традиції, що йде від Паладіо, вікна поділені на три частини — термальні, або італійські.

## Вікна з ПВХ
Виробництво вікон з полівінілхлориду почалося в 1950-х роках у США. У 1959 їх стали встановлювати і в житлових будинках. У 1960-х пластикові вікна з'явилися у Європі, у 1990-х — у країнах СНД.

## Вікна з погляду енергоощадливості
Вікна є головною причиною небажаних тепловтрат взимку і теплонадходжень улітку. Визначальним у цьому є енергетична ефективність вікон.
Бум використання енергоефективних вікон у багатьох країнах світу почався від часу енергетичної кризи 70-х років.
Енергоефективні конструкції, зокрема, вікна, почали застосовуватись в Україні спершу як крик моди, а згодом як цілеспрямована кампанія, що знаходить законодавче трактування і є ефективним засобом заощадження енергоресурсів.

## Тенденції ринку
Завдяки розробці підвищених нормативів опору теплопередачі захисних конструкцій житлових і громадських будівель, а також введенню обов'язкової сертифікації віконної продукції, випуск традиційних дерев'яних вікон в спарених (ОС) і роздільних рамах (ОР) за ДЕСТ 11214-86 різко скоротився.
Водночас значно збільшилося використання вікон зі склопакетами, вікон з ПВХ і алюмінію, використання спеціальних покриттів, скла, плівок тощо.

## У культурі

### Прислів'я, мовні звороти
- Не тільки світу (сонця), що у вікні — є й інше місце, інший вихід із становища.
- Ходити (миркати) попід віконню — жебрати[5].

### Вікна в сучасній культурі
- Windows — родина найпопулярніших операційних систем для персональних комп'ютерів, назва якої буквально означає «Вікна»

### Музика
- Ой ходить сон коло вікон — українська колискова